# غازي منور الزبن
غازي منور تركي الزبن (1 أغسطس 1951) سياسي أردني ووزير سابق، ولد في مدينة الزرقاء في الأردن، تولى منصب وزير الصحة في حكومة عمر الرزاز في 11 أوكتوبر 2018 خلفا لـ «محمود الشياب»، وخرج من الفريق الحكومي في التعديل الوزاري الثالث بتاريخ 9 مايو 2019.
كان عضوا في مجلس النواب الرابع عشر (2003-2007) وانتخب عن دائرة مناطق بدو الوسط، وفي 25 أوكتوبر 2011، صدرت الإرادة الملكية السامية بتعيينه عضوا في مجلس الأعيان الخامس والعشرين.

## المؤهلات العلمية
حاصل على درجة بكالوريوس الطب والجراحة سنة 1976، وعلى البورد الأردني في الجراحة العامة، والبورد الأردني في جراحة التجميل، والزمالة الأمريكية في جراحة التجميل.

## المناصب
- رئيس اختصاص جراحة التجميل في الخدمات الطبية الملكية.[1]
- عضو لجنة امتحان تخصص البورد الأردني في جراحة التجميل.
- عضو المجلس الاستشاري لمحافظة العاصمة.
- مقرر الكتلة الوطنية الديمقراطية في مجلس النواب الرابع عشر لمدة 3 سنوات.
- مقرر كتلة الوفاق في مجلس النواب الرابع عشر.
- رئيس لجنة الصحة والبيئة في مجلس النواب الرابع عشر لمدة 3 دورات.
- طبيب برتبه عميد في الخدمات الطبية الملكية.

## الأوسمة
- وسام الاستحقاق.[3]
- وسام قمة الوفاق والاتفاق.
- وسام الخدمة الطويلة المخلصة.
- وسام النهضة.